# Колосјоки (река)
Колосјоки (рус. Колосйоки) малена је река која протиче преко северозападних делова Мурманске области, на крајњем северозападу европског дела Руске Федерације. Целом дужином свога тока тече преко територије Печеншког рејона. Протиче кроз варошицу Никељ.
Укупна дужина водотока је 22 km, а површина сливног подручја око 140 km². Улива се у језеро Куетсјарви на надморској висини од 21 метра. Преко реке Патсојоки повезана је са басеном Баренцовог мора. Најважније притоке су Соукерјоки са леве и Мали Колосјоки са десне стране.